# Anna Nicole
Anna Nicole es una ópera en dos actos con música de Mark-Anthony Turnage y libreto en inglés de Richard Thomas. Se estrenó el 17 de febrero de 2011 en la Royal Opera House de Covent Garden, en Londres, dirigida por Richard Jones. Esta obra tiene como sujeto la vida y muerte de la playmate Anna Nicole Smith (1967-2007).

## Personajes
| Personaje                                                     | Tesitura                   | Reparto del estreno, 17 de febrero de 2011 Director: Antonio Pappano                     |
| ------------------------------------------------------------- | -------------------------- | ---------------------------------------------------------------------------------------- |
| Anna Nicole                                                   | soprano                    | Eva Maria Westbroek                                                                      |
| Virgie, su madre                                              | mezzosoprano               | Susan Bickley                                                                            |
| Daddy Hogan, su padre                                         | bajo                       | Jeremy White                                                                             |
| Billy, su primer esposo                                       | barítono                   | Grant Doyle                                                                              |
| J. Howard Marshall, su segundo esposo, millonario, de 89 años | tenor                      | Alan Oke                                                                                 |
| Kay, tía de Anna                                              | mezzosoprano               | Rebecca de Pont Davies                                                                   |
| Shelley, una prima                                            | mezzosoprano               | Loré Lixenberg                                                                           |
| Stern, abogado de Anna                                        | barítono-bajo              | Gerald Finley                                                                            |
| Joven Daniel, hijo de Anna                                    | papel mudo                 | Andrew Gilbert                                                                           |
| Daniel adolescente                                            | barítono                   | Dominic Rowntree                                                                         |
| Larry King, periodista de televisión                          | tenor                      | Peter Hoare                                                                              |
| Blossom                                                       | mezzosoprano               | Allison Cook                                                                             |
| Doctor Yes, cirujano plástico                                 | tenor                      | Andrew Rees                                                                              |
| Alcalde de Mexia                                              | tenor                      | Wynne Evans                                                                              |
| Segundo alcalde de Mexia (Roy Fiction)                        | barítono                   | Damian Thantrey                                                                          |
| Trucker                                                       | tenor                      | Jeffrey Lloyd-Roberts                                                                    |
| Dominic Gent                                                  | tenor                      | Dominic Peckham                                                                          |
| Patron                                                        | barítono                   | Grant Doyle                                                                              |
| Runner                                                        | barítono                   | ZhengZhong Zhou                                                                          |
| Cuarteto Meat Rack                                            | soprano mezzosoprano       | Marianne Cotterill Kiera Lyness Louise Armit Andrea Hazell                               |
| Familia de Marshall                                           | mezzosoprano barítono bajo | Loré Lixenberg Rebecca de Pont Davies Grant Doyle Jeremy White                           |
| Cuatro Lap Dancers                                            | soprano mezzosoprano       | Yvonne Barclay Katy Batho Amy Catt Amanda Floyd                                          |
| Banda en escena                                               |                            | John Parricelli (guitarrista) John Paul Jones (guitarrista bajo) Peter Erskine (batería) |